# Malur cua de palla septentrional
El malur cua de palla septentrional (Stipiturus ruficeps) és un ocell de la família dels malúrids (Maluridae).

## Hàbitat i distribució
Habita la vegetació baixa en zones àrides del centre d'Austràlia, des del centre d'Austràlia Occidental a través sud del Territori del Nord fins al nord-oest d'Austràlia Meridional.